# Burg Sarzay

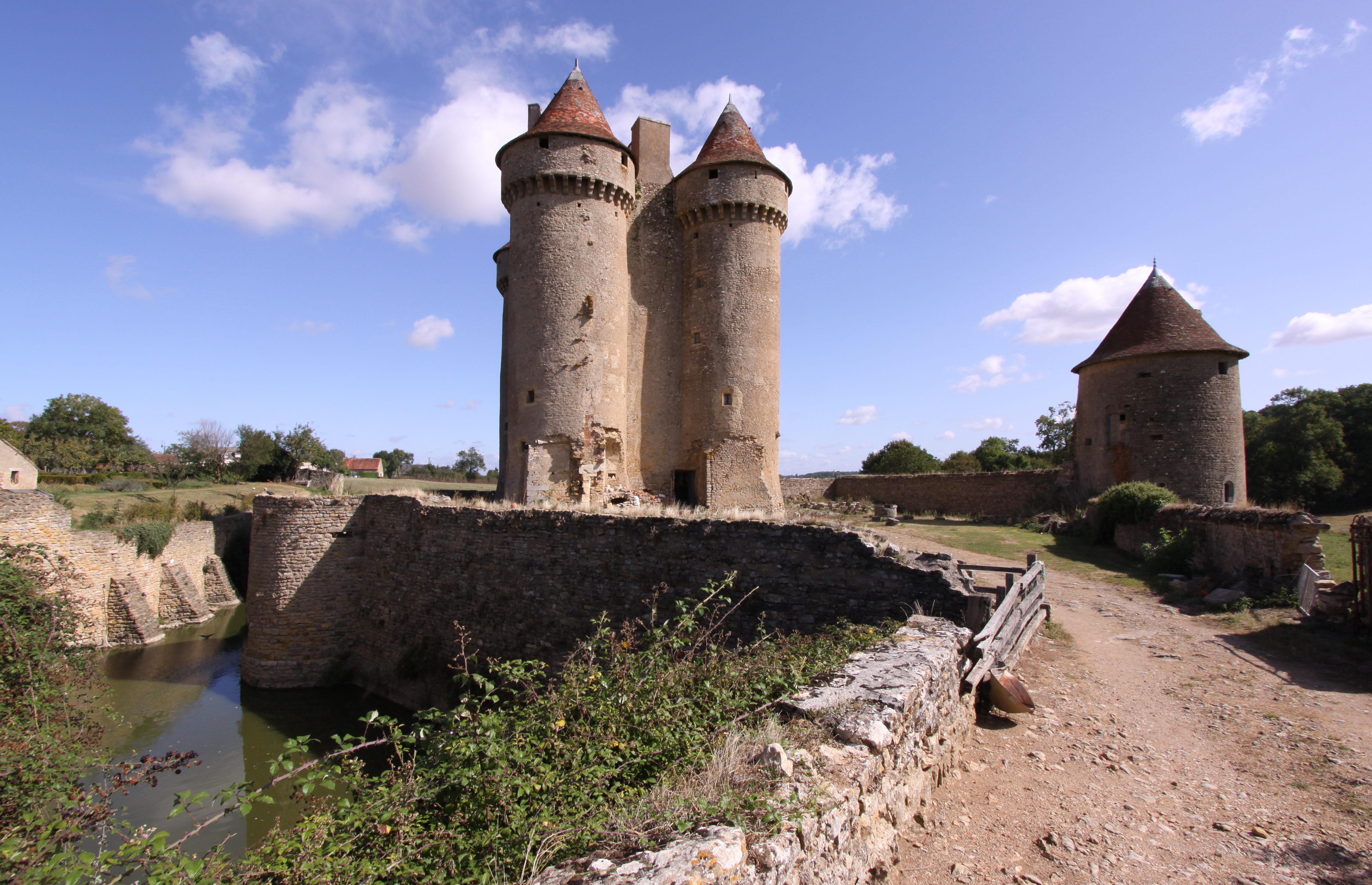
Burg Sarzay mit Wassergraben und erhaltenem Turm der Umfassung

Burg Sarzay (französisch Château de Sarzay) gehört zur französischen Gemeinde Sarzay im Département Indre in der Region Centre-Val de Loire. Das Gebäude steht als Monument historique seit 1912 unter Denkmalschutz.

## Geschichte
Sarzay wurde um 1300 zum ersten Mal in schriftlichen Aufzeichnungen erwähnt. Zu jener Zeit gehörte die Gemeinde zum Erzbistum von Bourges. Die Seigneurie hatte die Familie Barbançois inne. Sie errichtete wahrscheinlich in der ersten Hälfte des 15. Jahrhunderts den Wehrbau, der im Hundertjährigen Krieg eine wichtige Rolle spielte. Die Familie blieb bis 1720 im Besitz des Lehens, das 1651 zum Marquisat erhoben wurde.

## Architektur
Sarzay ist eines der südlichsten Loireschlösser bzw. Burgen, das zwar nahe einem Zufluss des Indre liegt, aber bereits an die ersten Ausläufer des Zentralmassivs angrenzt. Wie viele Bauwerke dieses Typus in der Auvergne und im Limousin hatte Sarzay einen rechteckigen, von zylindrischen, 25 Meter hohen Ecktürmen flankierten Wohnbau. Geschützt wurde er durch zwei Umfassungsmauern, die insgesamt 38 Wehrtürme gehabt haben sollen. In der ersten Zeit gab es außerdem einen Wassergraben mit drei Zugbrücken sowie einen 4 ha großen Teich. Erhalten geblieben ist von der Verteidigungsanlage nur ein einziger Turm, in dessen Erdgeschoss sich eine herrschaftliche Kapelle befand.
George Sand beschreibt in ihrem 1845 erschienenen Roman „Le Meunier d’Angibault“ („Der Müller von Angibault“) die Burg unter dem Namen „Château de Blanchemont“ als „eine recht elegante Burg, ein langes Rechteck, das in jedem Geschoss nur einen großen Raum besitzt, mit vier Türmen an den Ecken, in denen sich kleinere Zimmer befinden“.
Der zusätzliche Treppenturm, dessen Wendeltreppe in die einzelnen Stockwerke führt, hat keine Pechnasen und ist wahrscheinlich späteren Datums. Im Erdgeschoss kommt man in den Esssaal, der auch von den Gästen benutzt wurde. Im ersten Stock befand sich die Wohnung der Gattin des Burgherrn, der Kinder und der Diener. Im Nordzimmer, auf dem Sturz über dem Kamin, ist ein Relief des Wappens der Familie Barbançois angebracht; zu erkennen sind drei Leoparden. Im zweiten Stock lagen die Wohnräume des Burgherrn und der Knechte. Im dritten Stock gab es nur einen Saal mit einem großen Kamin auf jeder Seite, in dem Versammlungen abgehalten und Audienzen gegeben sowie Gäste begrüßt wurden.

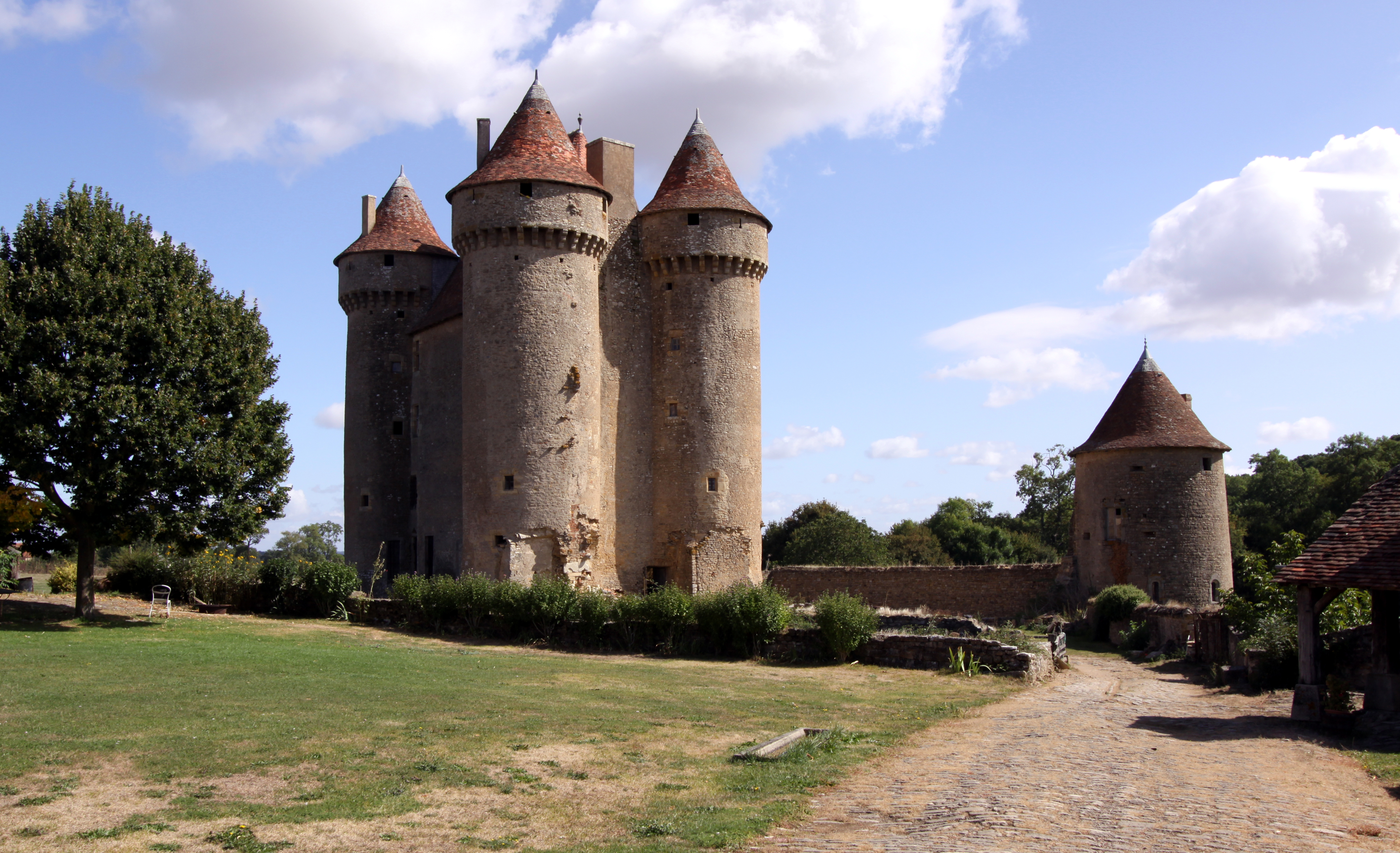
Ansicht mit Turm der Umfassung
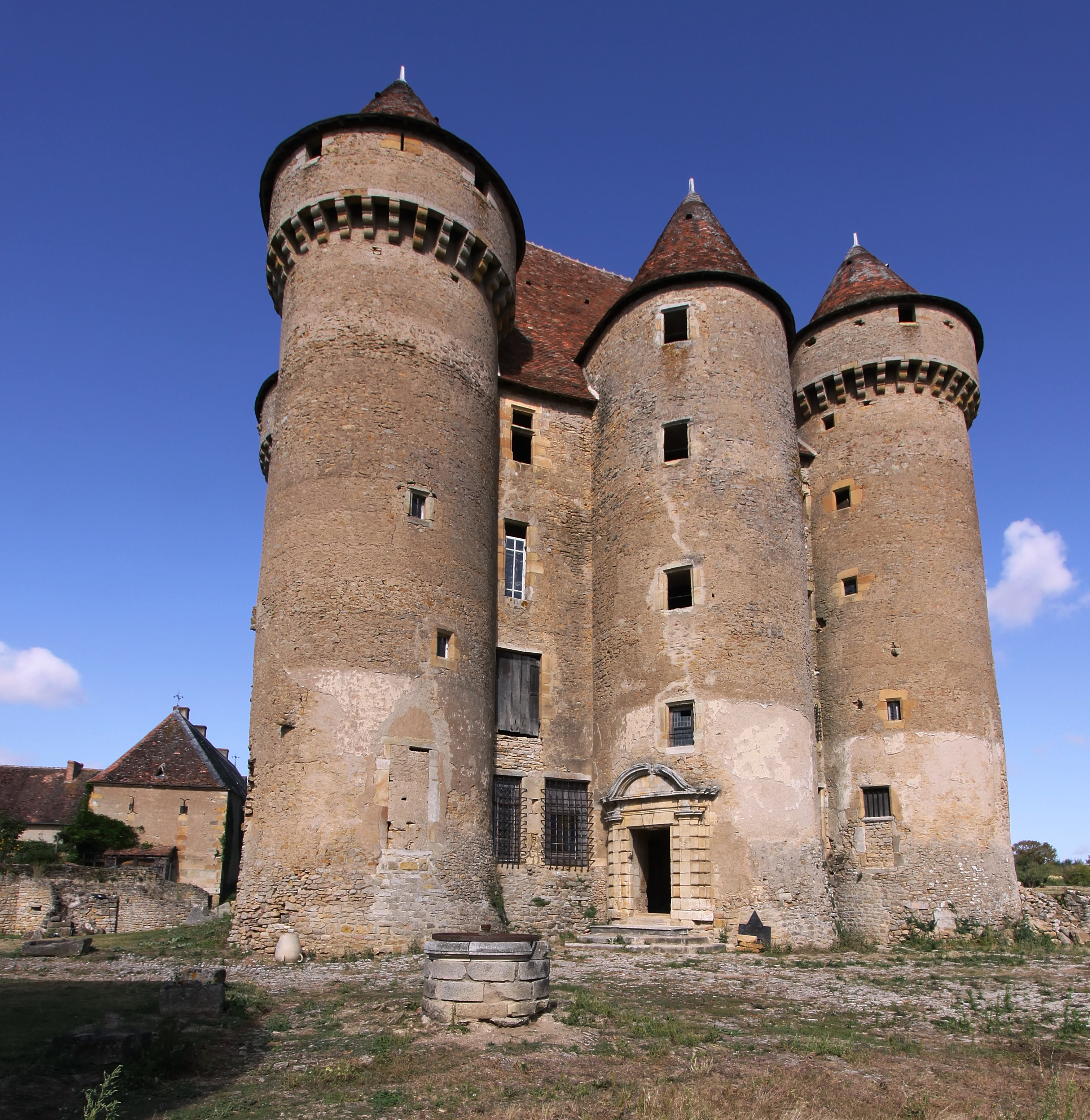
Südseite mit Treppenturm
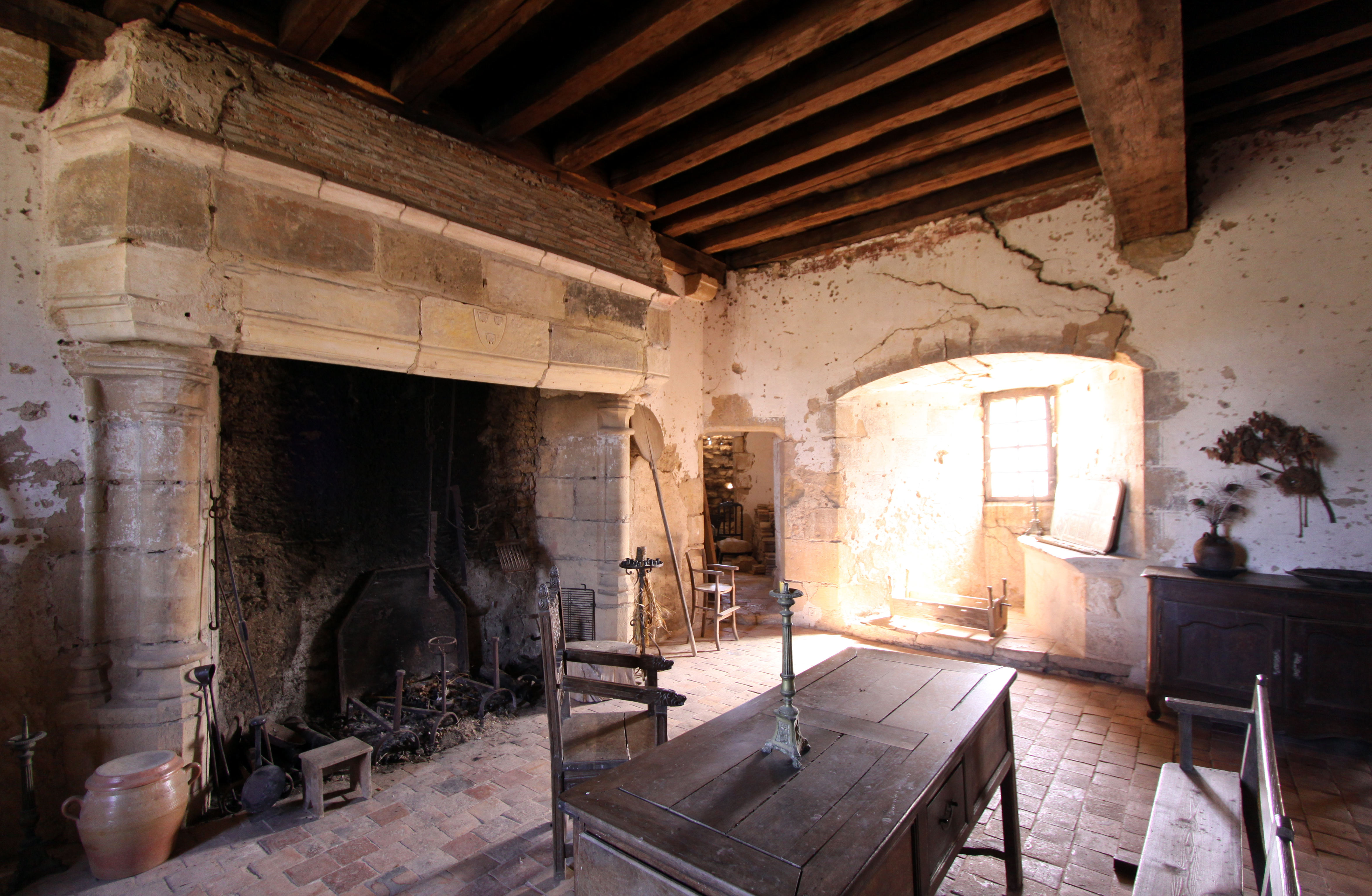
Raum im ersten Stockwerk